# Vrškámen
La Pierre du Diable (en tchèque : Čertův Kámen), connue également sous le nom de Vrškámen, est un bloc erratique situé près de la commune de Petrovice, en République tchèque.

## Situation
La roche est située à une centaine de mètres au sud-est de Petrovice, à environ soixante-quinze kilomètres au sud de Prague ; elle se trouve à proximité de la route 105 qui relie Petrovice au village de Kojetín (cs), dans le district de Příbram.

## Description
Ce bloc erratique mesure 3,20 m de hauteur pour 5,50 m de longueur et 3,50 m de largeur.
Depuis 1977, la roche est un monument naturel protégé.